# Hohenstein (Badenia-Wirtembergia)
Hohenstein – miejscowość i gmina w Niemczech, w kraju związkowym Badenia-Wirtembergia, w rejencji Tybinga, w regionie Neckar-Alb, w powiecie Reutlingen, siedziba wspólnoty administracyjnej Engstingen. Leży w Jurze Szwabskiej, ok. 13 km na południe od Reutlingen. Gminę przecina droga krajowa B312.

## Dzielnice
- Bernloch
- Eglingen
- Meidelstetten
- Oberstetten
- Ödenwaldstetten